# جائزة بوليتزر عن فئة الموسيقى
جائزة بوليتزر عن فئة الموسيقى (بالإنجليزية: Pulitzer Prize for Music)‏ هي واحدة من سبعة جوائز بوليتزر تقدمها سنويًا جامعة كولومبيا بنيويورك في الولايات المتحدة الأمريكية في مجالات الآداب والدراما والموسيقى. بدأ العمل بها رسميًا منذ عام 1943، وذلك نتيجة إلى أن جوزيف بوليتزر لم يعلن عنها في وصيته، إلا أنه بالوقت نفسه كان قد أعد منحتها. وبنهاية المطاف، تم تحويلها إلى جائزة متكاملة لأي مقطوعة موسيقية مميزة تم تأليفها وعزفها من قبل عازف أمريكي لأول مرة بالولايات المتحدة، حيث أنه من متطلباتها أن يكون العرض الأول له خلال العام ذاته وبالولايات المتحدة، حيث أنه كان من النادر أن يكون قد تم تسجيلها وآدائها لأول مرة. وفي عام 2004، تعد تعديل الشروط لتصبح أي مقطوعة موسيقية مميزة تم تأليفها وتسجيلها من قبل عازف أمريكي لأول مرة بالولايات المتحدة خلال عام الجائزة.] وبدءًا من عام 1980، بدأ الإعلان عن عملين آخرين دخلا التصفيات الأخيرة للجائزة، ليتم بذلك الإعلان عن الفائز إلى جانب أصحاب المركزين الآخرين
تحظى هذه الجوائز، التي مولت في الأساس بمنحة من رائد الصحافة الأمريكي جوزيف بوليتزر بتقدير كبير. وتمنح جامعة كولومبيا الجوائز بتوصية من هيئة جوائز بوليتزر، المكونة من محكمين تعينهم الجامعة نفسها ويصل عدد الجوائز الممنوحة سنويًا إلى واحد وعشرين جائزة.

## وصلات خارجية
- جائزة بوليتزر عن فئة الموسيقى على موقع ميوزك برينز (الإنجليزية)

- الموقع الرسمي.
- الفائزين السابقين والمرشحين حسب الفئة.